# Eubacterium nitritogenes
Eubacterium nitritogenes è una specie di batterio appartenente alla famiglia delle Eubacteriaceae.